# Пернач

Пернач.

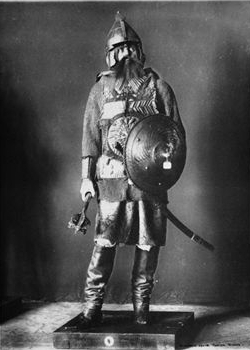
Московский сотенный голова XVII века.

Перна́ч (Пернат) — холодное оружие ударно-дробящего действия, серебряная или позолоченная булава, иногда украшенная  конским хвостом и перьями на шаре.
Представляет собой разновидность булавы, меньших размеров, к головке которой прилито несколько (до двух десятков) металлических пластин (перьев). Большое распространение получила разновидность одноручного пернача с шестью перьями, называемая шестопёром — полковничья булава (тоже жезл полковничий) с шаром, разрезанным на шесть вертикальных лопастей.

## История
С появлением лат шарообразная головка булавы стала почти бесполезной против воина в доспехах. Разрушительную силу удара начиная с XIV века начали повышать с помощью привариваемых к головке пластин. Такое оружие при одинаковом весе и размерах наносит более эффективный удар, чем булава, за счет меньшей площади контакта. Также, в сравнении с булавой, существенно сократилась вероятность проскальзывания удара. Пернач проламывал пластины доспехов и щиты, но не застревал и не заклинивал в них (чем выгодно отличался от клевца, топора и моргенштерна). В XVI—XVII вв. изготавливался длиной около 50 сантиметров и имел железную головку диаметром около 14 см.
Существовал одноручный и двуручный вариант пернача. Обычно двуручный европейский пернач имел боевую часть в виде четырёх расположенных под прямым углом друг к другу металлических пластин и был в длину до двух метров.
На древке пернач имел кольцеобразные валики, которые служили гардой и опорой для рук. Рукоять часто снабжалась петлёй для крепления на руке и могла заканчиваться острым наконечником.
Масса, сосредоточенная в боевой части одноручного пернача, — от 200 до 700 г, общая масса — от 0,6 до 2,7 кг. Пернач не требовал особого ухода (заточки, сборки), был долговечен, что делало его незаменимым оружием в дальних походах.
Боевая эффективность и сравнительная простота изготовления обусловили широкое распространение пернача (и его разновидностей: буздыхана и шестопёра) в XIII — XVI веках в Европе и на мусульманском Востоке (например, уже в XIII веке та или иная разновидность ручного пернача, наряду с луком и саблей, становится одним из типичных вооружений профессионального конного воина в степной зоне Евразии).
В XVII веке пернач трансформируется в парадно-церемониальное оружие, символ принадлежности к командно-войсковой элите. Пернач часто использовался как символ власти. У казачьих атаманов использовался как знак власти до гражданской войны в России 1917—1922 гг.

Воспоминания запорожца
В Пономарёве мы переночевали и встретили там одного запорожца, рассказавшего нам про следующие черты, присущие этому своеобразному народу, по видимому сохранившему в своих нравах [с. 22] нечто от воинской доблести древних скифов. ...
Каждые полгода они выбирали военачальника, кошевого, который, отправившись в церковь, торжественно принимал знаки своего достоинства, получаемые им от русской государыни и состоявшие из особой шапки, булавы, пернача, трости и бунчука. ...— Жильбер Ромм. Путешествие в Крым в 1786 г. — Ленинград: Издание Ленинградского государственного университета, 1941 г. - 79 с.
В землях Войска Запорожского использовался в качестве символа полковой власти: в Запорожская Сечи — атрибут кошевого атамана (ср. с гетманской булавой как атрибутом власти гетмана).

## Галерея

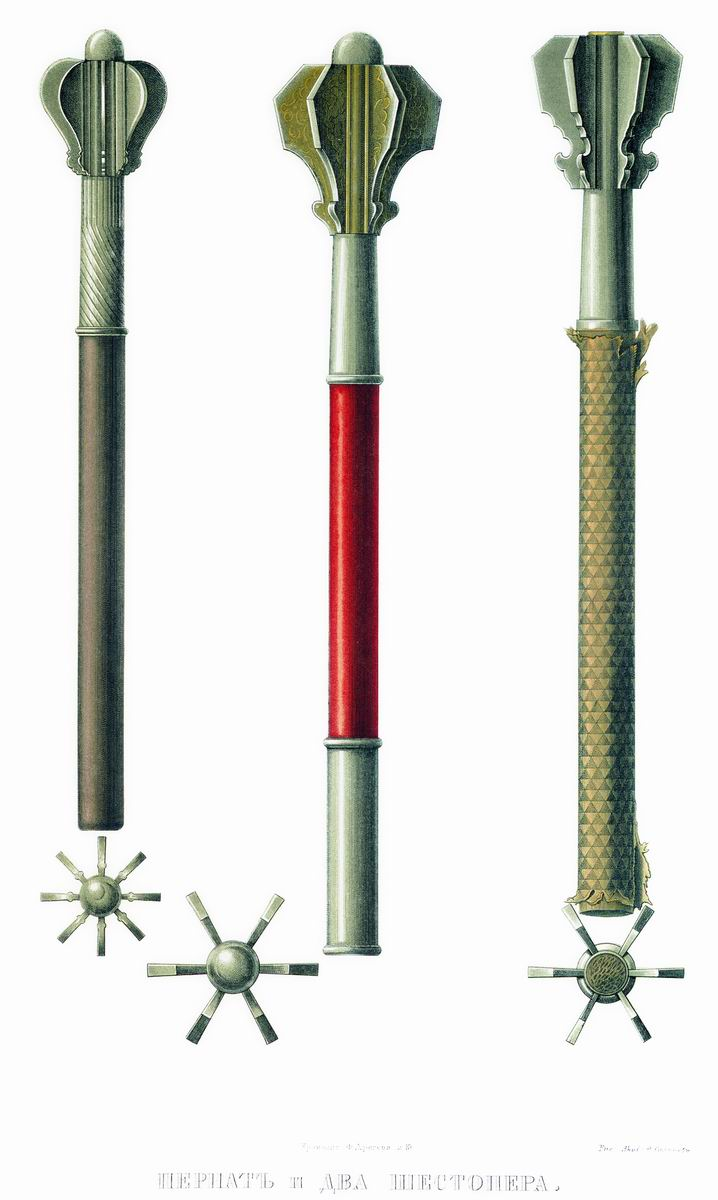
Пернач и два шестопёра, Ф. Г. Солнцев, Древности Российского государства.
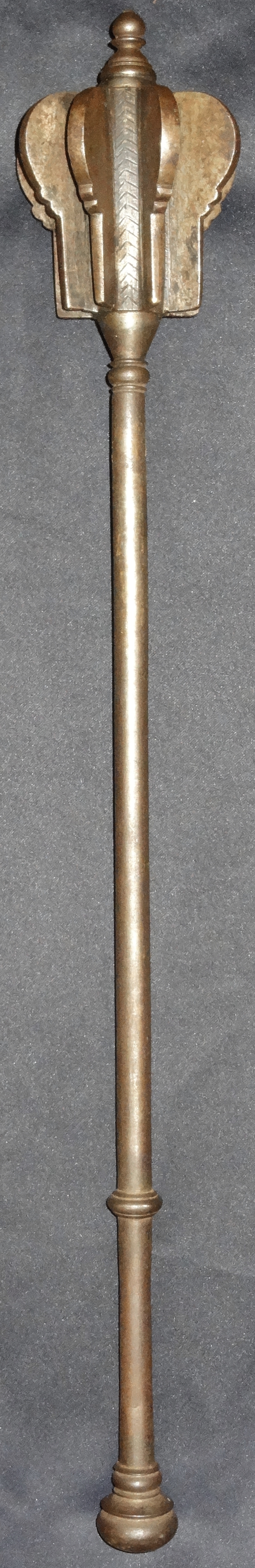
Пернач.
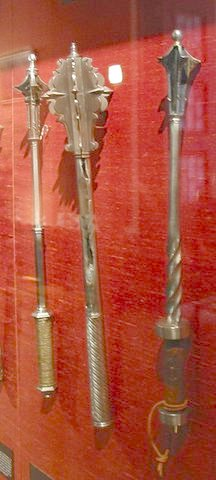
Европейские перначи.
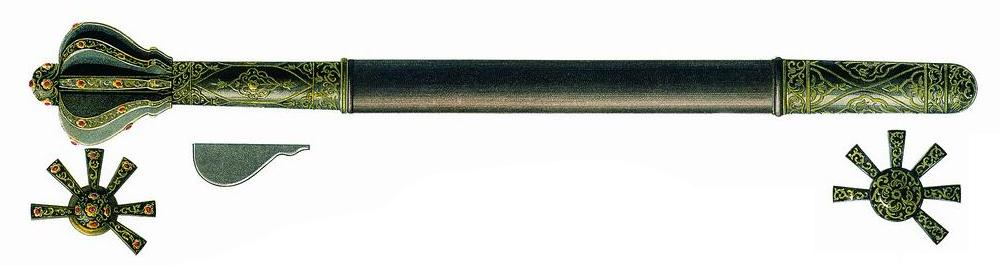
Пернач (буздыхан), Ф. Г. Солнцев, Древности Российского государства.
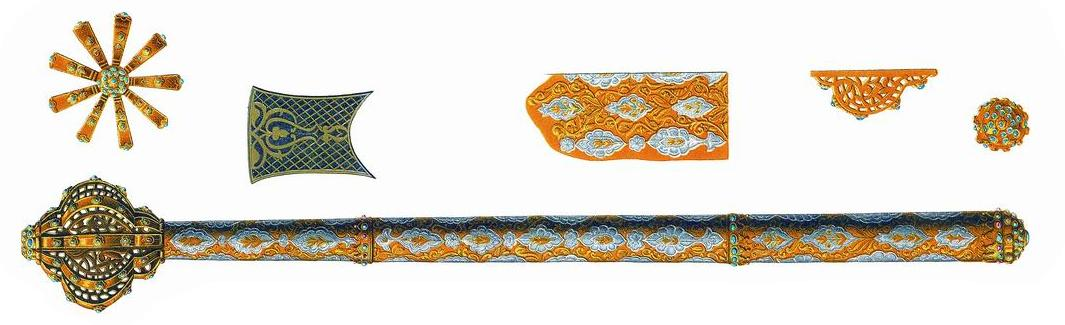
Пернач серебряный, золочёный, Ф. Г. Солнцев, Древности Российского государства.
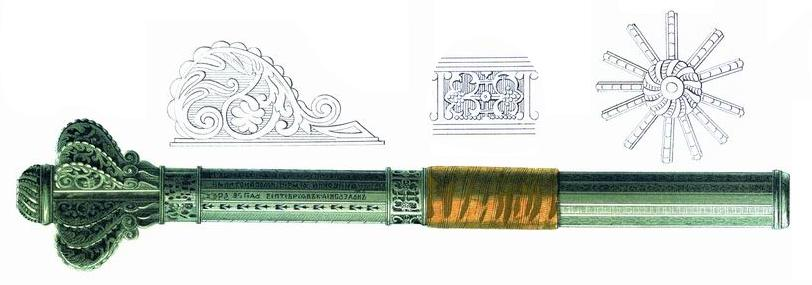
Пернач, Ф. Г. Солнцев, Древности Российского государства, «167 (1659) года, сентября в 20-й день, Буздыхан Князя Юрия Микитича Борятинскаго, взят на бою под Васильковым, от Киева пол 30 верст, побив Наказного Гетмана войска Запорожскаго Константина Выговскаго и Крымскаго Мурзук-Плана из Татар; а полковников Ивана Сербина и Василья Выговскаго, и многих живых побрали; а Государевых людей не убито и в полон не взято ни человека».